# Pennsylvania Open Championship
Het Pennsylvania Open Championship is een jaarlijks golftoernooi in de Verenigde Staten. In de jaren twintig en dertig maakte het deel uit van de Amerikaanse PGA Tour. Het toernooi vindt telkens plaats op verschillende golfbanen in de staat Pennsylvania en wordt georganiseerd door de "Pennsylvania Golf Association".

## Winnaars
| - 1912: Tom Anderson - 1913: James Thompson - 1914: Macdonald Smith - 1915: Tom Anderson - 1916: Jock Hutchison - 1917: Geen toernooi (WO I) - 1918: Geen toernooi (WO I) - 1919: Charles Hoffner (PGA Tour) - 1920: Emil Loeffler (PGA Tour) - 1921: Cyril Walker (PGA Tour) - 1922: Emil Loeffler (PGA Tour) - 1923: James Edmundson (PGA Tour) - 1924: Emmet French (PGA Tour) - 1925: Joe Turnesa (PGA Tour) - 1926: John Rogers (PGA Tour) - 1927: Johnny Farrell (PGA Tour) - 1928: Tommy Armour (PGA Tour) - 1929: Ed Dudley (PGA Tour) - 1930: Ed Dudley (PGA Tour) - 1931: Felix Serafin (PGA Tour) - 1932: Vincent Eldred (PGA Tour) - 1933: Dick Metz (PGA Tour) - 1934: Willie Macfarlane (PGA Tour) - 1935: Ray Mangrum (PGA Tour) - 1936: Felix Serafin (PGA Tour) - 1937: Toney Penna (PGA Tour) - 1938: Lloyd Mangrum - 1939: Ray Mangrum - 1940: Sam Parks jr. - 1941: Gene Kunes - 1942: Sammy Byrd - 1943: Geen toernooi (WO II) - 1944: Geen toernooi (WO II) - 1945: Geen toernooi (WO II) - 1946: Steve Kovach | - 1947: Steve Kovach - 1948: Terl Johnson - 1949: Andy Gasper - 1950: Jerry Barber - 1951: Johnny Bulla - 1952: George Griffin jr. - 1953: Bo Wininger - 1954: Henry Williams jr. - 1955: John Weitzel - 1956: John Weitzel - 1957: Skee Riegel - 1958: Dick Sleichter - 1959: Skee Riegel - 1960: John Guenther jr. (amateur) - 1961: Al Besselink - 1962: Henry Williams jr. - 1963: Bert Yancey - 1964: Jerry Pisano - 1965: Robert Shave - 1966: Richard Bassett - 1967: Robert Ross - 1968: Ronald Stafford - 1969: Tony Perla - 1970: James Masserio (amateur) - 1971: Jack Kiefer - 1972: Andy Thompson - 1973: Tony Perla - 1974: Jay Sigel (amateur) - 1975: Steve Brewton (amateur) - 1976: Jeff Steinberg - 1977: Bob Ford - 1978: Jay Sigel (amateur) - 1979: Ron Milanovich - 1980: Bob Huber - 1981: Bob Ford | - 1982: Lee Raymond (amateur) - 1983: Jay Sigel (amateur) - 1984: Roy Vucinich - 1985: Don De Angelis - 1986: Frank Fuhrer III - 1987: Brian Kelly - 1988: Gene Fieger - 1989: Joseph J. Boros - 1990: Jay Sigel (amateur) - 1991: Frank Dobbs - 1992: Mike Moses - 1993: Bob Ford - 1994: Paul Oglesby - 1995: Gene Fieger - 1996: John Mazza - 1997: Gene Fieger - 1998: Stuart Ingraham - 1999: Terry Hatch - 2000: Terry Hertzog - 2001: Jeff Daniels - 2002: Terry Hertzog - 2003: Steve Wheatcroft - 2004: Ryan Sikora - 2005: Sean Farren - 2006: Kyle Davis - 2007: Mike Van Sickle (amateur) - 2008: Mike Van Sickle (amateur) - 2009: Justin Smith - 2010: Robert Rohanna - 2011: Mark Sheftic - 2012: Clayton Rotz - 2013: Andrew Mason |